# Fritz Flamme
Friedrich „Fritz“ Karl August Flamme (* 29. September 1873 in Haspe, Kreis Hagen, Provinz Westfalen; † 1961 in Grefrath, Kreis Kempen-Krefeld) war ein deutscher Landschafts- und Porträtmaler sowie Zeichner und Grafiker der Düsseldorfer Schule.

## Leben
Flamme war Schüler der Kunstakademie Düsseldorf. Unter anderem war dort Eduard von Gebhardt sein Lehrer. Bis in die 1940er Jahre lebte er als Bildnis- und Landschaftsmaler in Düsseldorf, zuletzt in Grefrath. Flamme war Mitglied des Künstlervereins Malkasten (1924–1932, 1959–1961), des Vereins der Düsseldorfer Künstler zu gegenseitiger Unterstützung und Hilfe, des Vereins zur Veranstaltung von Kunstausstellungen sowie des Reichsverbands bildender Künstler Deutschlands. Auf der Industrie- und Gewerbeausstellung Düsseldorf 1902 errang er eine silberne Medaille. Auch in der Großen Kunstausstellung Düsseldorf 1926, der GeSoLei, war er mit Gemälden vertreten.